# Klečevce
Klečevce ou Klétchévtsé (en macédonien Клечевце) est un village du nord de la Macédoine du Nord, situé dans la commune de Kumanovo. Le village comptait 573 habitants en 2002. Il se trouve près du confluent de la Kriva et de la Pčinja. Klečevce était avant 2004 le siège d'une commune, depuis partagée entre celle de Kumanovo et celle de Staro Nagoričane.

## Démographie
Lors du recensement de 2002, le village comptait :
- Macédoniens : 555
- Serbes : 17
- Autres : 1